# أندريه ناسيمنتو
أندريه ناسيمنتو (بالبرتغالية: André Nascimento) (4 مارس 1979 في البرازيل - ) هو لاعب كرة طائرة شاطئية ولاعب كرة طائرة برازيلي في مركز مهاجم ‏. شارك في الألعاب الأولمبية الصيفية 2008 والألعاب الأولمبية الصيفية 2004.

## وصلات خارجية
- أندريه ناسيمنتو على موقع الاتحاد الأوروبي (الإنجليزية)
- أندريه ناسيمنتو على موقع دوري الدرجة الأولى الإيطالي للكرة الطائرة - رجال (الإيطالية)
- أندريه ناسيمنتو على موقع الدوري الياباني (مؤرشف) (اليابانية)
- أندريه ناسيمنتو على موقع اللجنة الأولمبية الدولية (الإنجليزية)
- أندريه ناسيمنتو على موقع أوليمبيديا (الإنجليزية)
- أندريه ناسيمنتو على موقع اللجنة الأولمبية البرازيلية (البرتغالية)